# Yi (Volk)

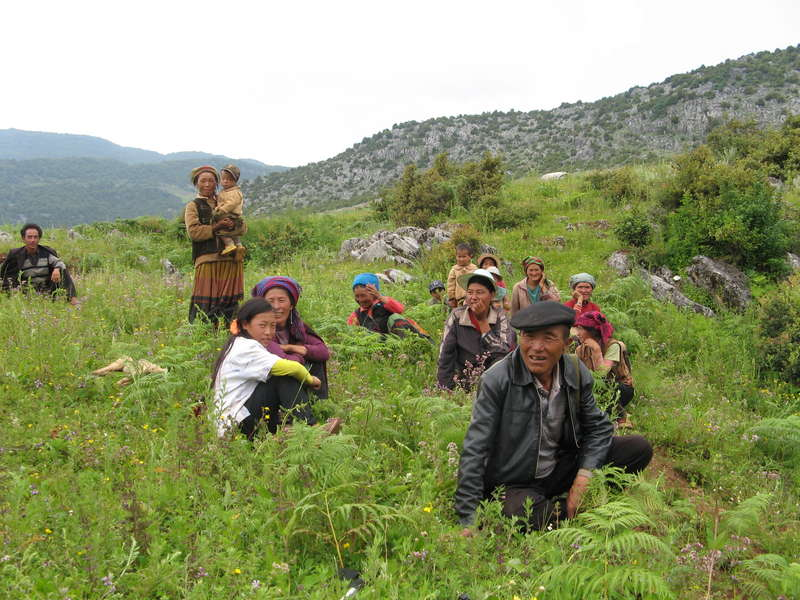
Angehörige der Yi

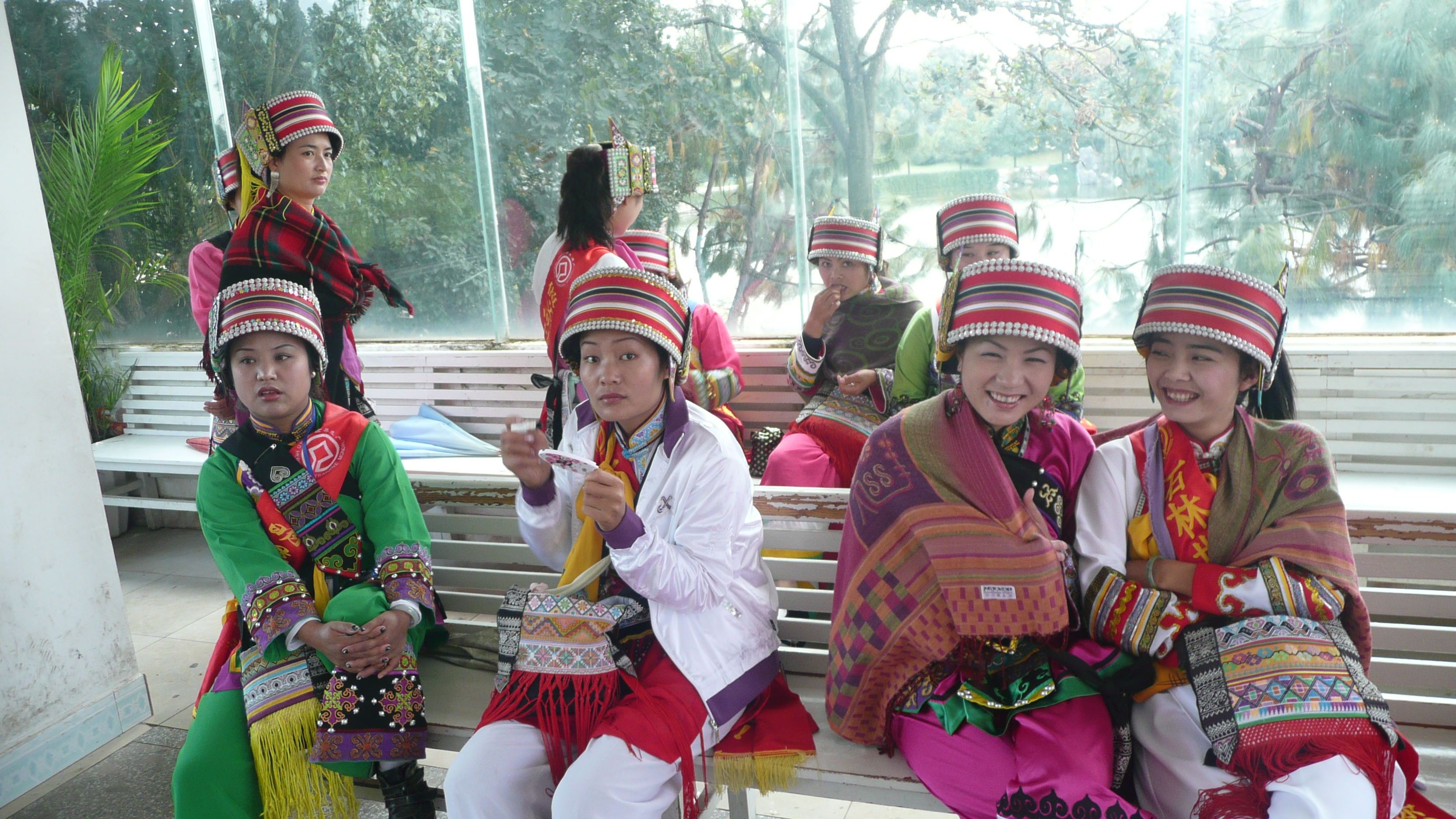
Vertreter der Gruppe der Sani der Yi-Nationalität in Shilin

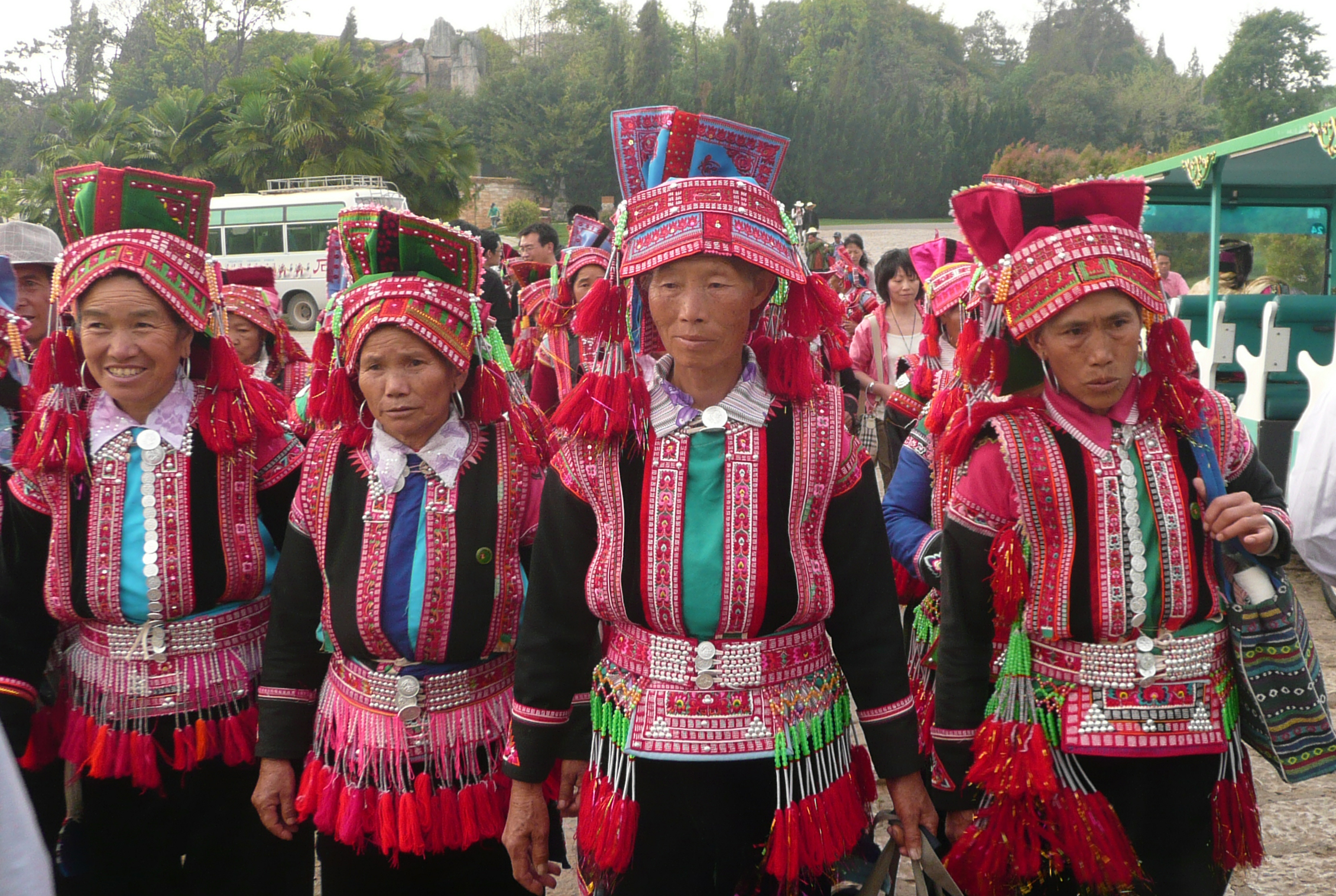
Vertreter der Gruppe der Hua-Yao der Yi-Nationalität in Yunnan

Die Yi (Eigenbezeichnung: ꆈꌠ, in offizieller Transkription: nuo su, IPA: [nɔsu]; chinesisch 彝族, Pinyin Yízú, Yi-Volk), im Westen auch unter der veralteten Bezeichnung Lolo bekannt, sind eine der 56 in der Volksrepublik China anerkannten Nationalitäten.

## Siedlungsgebiete der Yi
Die Yi zählen 8.714.393 Menschen (Zensus 2010) und siedeln verstreut in den südwestlichen Provinzen Sichuan, Yunnan, Guizhou und Guangxi, vorwiegend in ländlich geprägten, bergigen Gegenden.
Die autonome Bezirke und Kreise der Yi:

 – Die mit * markierten Kreise sind gleichzeitig autonome Kreise anderer Minderheiten – 
- in der Provinz Sichuan:
  - autonomer Bezirk Liangshan
  - autonome Kreise der Yi im Gebiet der bezirksfreien Stadt Leshan:
    - Ebian
    - Mabian
- in der Provinz Yunnan
  - autonomer Bezirk Chuxiong
  - autonomer Bezirk Honghe
  - autonome Kreise der Yi im Gebiet der bezirksfreien Stadt Kunming:
    - Shilin
    - Luquan*
    - Xundian*

  - autonome Kreise der Yi im Gebiet der bezirksfreien Stadt Yuxi
    - Eshan
    - Xinping*
    - Yuanjiang*

  - im Gebiet der bezirksfreien Stadt Lijiang: autonomer Kreis Ninglang*,
  - autonome Kreise der Yi im Gebiet der bezirksfreien Stadt Pu’er:
    - Ning’er*
    - Jingdong
    - Jinggu*
    - Zhenyuan*
    - Jiangcheng*

  - autonome Kreise der Yi im autonomen Bezirk Dali der Bai:
    - Yangbi
    - Nanjian
    - Weishan*
- in der Provinz Guizhou, Bezirk Bijie:

- autonomer Kreis Weining*

Kleinere Gruppen der Yi leben, meistens unter der Bezeichnung „Lolo“, „Lolos“ auch in Vietnam, Laos (jeweils ca. 2.000 Menschen), wahrscheinlich auch in Myanmar und Thailand (genaue Zahl unbekannt).

## Geschichte
Die Yi gehen auf die antiken Qiang zurück, die auch als Ahnen der Tibeter, der Naxi und der heutigen Qiang gelten. Ursprünglich aus dem südöstlichen Tibet stammend, siedelten sie ab dem 2. Jahrhundert v. Chr. in dem Gebiet des heutigen Kunming sowie südöstlich von Xichang. Ein Teil der Yi ist auch nach Thailand ausgewandert. Die Ethnogenese der Yi ist kompliziert und speist sich aus mehreren verschiedenen Quellen.

## Sprache
Die etwa 30 verschiedenen Sprachen, die unter den Yi gesprochen werden, gehören überwiegend zu den Yi-Sprachen, einem Zweig der Yi-Birmanischen Sprachen innerhalb der Tibetobirmanischen Sprachen. Die bedeutendste Einzelsprache ist das Yi mit 4,2 Millionen Sprechern in den chinesischen Provinzen Sichuan und Yunnan. Zwei kleine Yi-Gruppen von jeweils wenigen hundert Menschen sprechen hingegen Kadai-Sprachen. Im 13. Jahrhundert entwickelte sich eine eigene piktographische Schrift. Die Schrift bestand ursprünglich aus rund 10.000 Schriftzeichen. 1956 wurde eine Lateinschrift eingeführt, doch ab 1974/1975 wurde versuchsweise eine vereinfachte Silbenschrift eingesetzt. Diese moderne Silbenschrift der Liangshan-Yi besteht aus 1.164 Zeichen. 1980 erlangte sie schließlich offiziellen Status.
Siehe auch: Völker Vietnams

## Sonstiges
Nach den Yi wurde das fossile Krebstier Yicaris dianensis benannt.